# BlackBerry Curve
BlackBerry Curve è una serie di smartphone facenti parte del segmento entry-level smartphone di Research In Motion.

## Curve 8300
Il BlackBerry è uno smartphone. Viene introdotto nel 2007 con la filosofia "consumer-oriented" del BlackBerry Pearl e 8800, tra cui notevoli funzionalità multimediali, un'alta risoluzione e fotocamera integrata.
Il BlackBerry Curve 8300 è uno Smartphone. Questi dispositivi sono costituiti da vari modelli offerti dai diversi fornitori wireless. Il modello base è un dotato di GSM / GPRS / EDGE, a cui il 8310 aggiunge la funzionalità GPS, non inclusa nell'8320, ma dotato della connettività WiFi. Il modello 8330 opera sulle reti CDMA2000/EV-DO, comprende il GPS. Il modello 8350i funziona sulla rete iDEN e comprende il GPS, il WiFi e la funzionalità push-to-talk.

### Specifiche
- Dimensioni: 107 x 60 x 15.5 mm
- Peso: 110 g
- Tipo: TFT, 65.536 colori
- Dimensioni: 320 x 240 pixels, 2.46 inches
- Tastiera QWERTY a 35 tasti
- trackball
- Tipi allarmi: Vibrazione; Polifonica (32), MP3
- Vivavoce: si
- Tasti multimediali dedicati
- 3.5 mm audio jack
- Memoria interna:
  - ROM: 64 MB
  - RAM: 32 MB
- Card slot: microSD fino a 16 GB
- Bluetooth 2.0
- 2.0MP fotocamera / videocamera
- Batteria agli ioni di litio ricaricabile 3,7 V

### Caratteristiche
- OS: BlackBerry OS 4.5
- CPU: 312 MHz processor
- Radio: No
- GPS: No

Il sito internet CNET's Bonnie Cha ha dato per il modello un giudizio "eccellente". Tuttavia, ha individuato come difetto la mancanza della tecnologia 3G e un Wi-Fi deludente, così come la mancanza della funzionalità video-registrazione. Per il modello 8300, come originariamente pubblicato, mancava della registrazione video e le registrazioni delle voci di nota. Queste funzioni sono state fornite con il sistema operativo Blackberry release 4.5. Queste funzioni saranno abilitate con l'aggiornamento del sistema operativo.

## Curve 8520 e Curve 8530

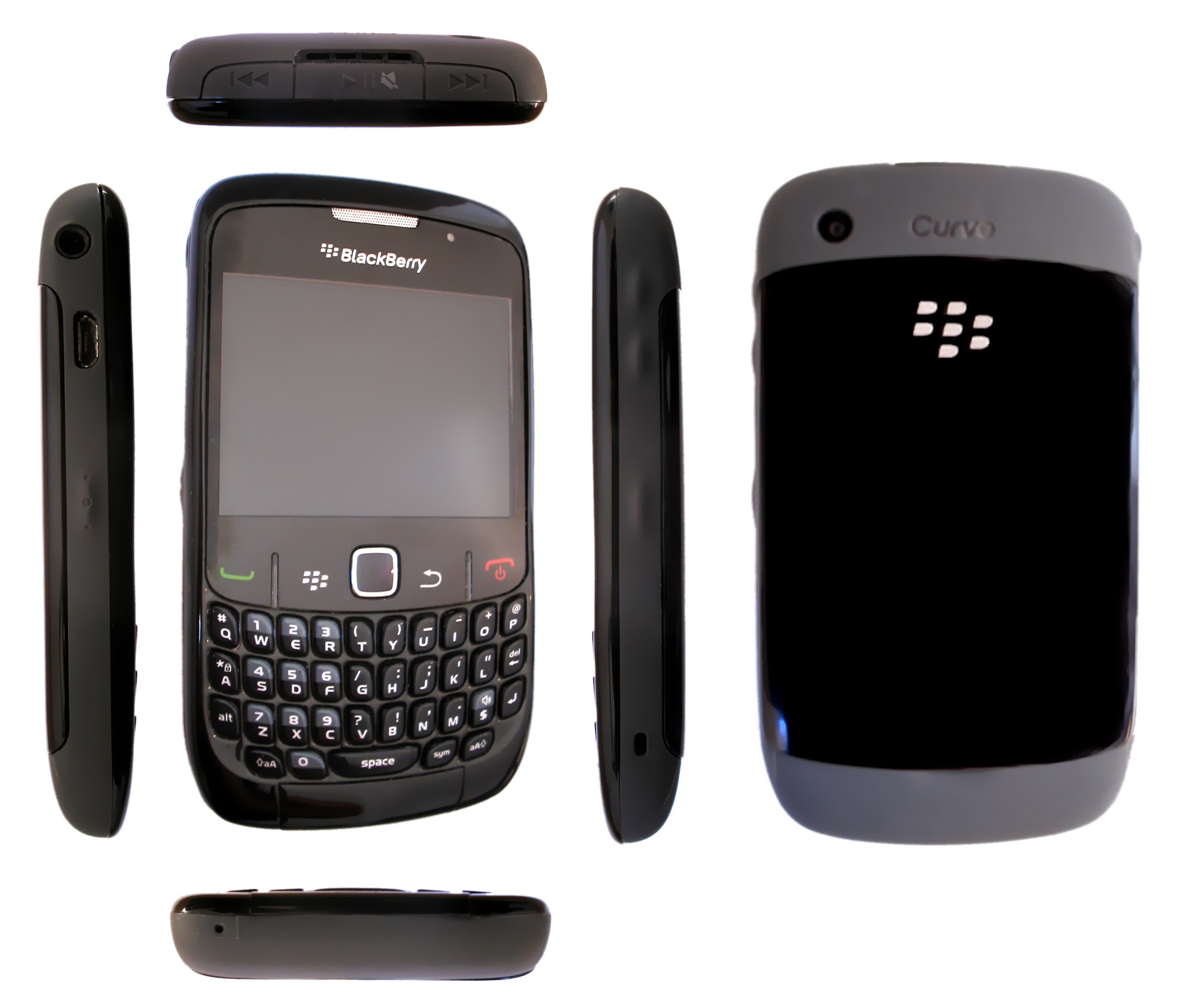
BlackBerry Curve 8520

I modelli BlackBerry Curve 8500 sono stati annunciati nel luglio 2009 e pubblicata nel mese di agosto. Questa serie include i tasti multimediali e una camera da 2 megapixel e utilizza il nuovo processore MXC275-30 che permette di ridurre i consumi elettrici e di migliorare la gestione software.

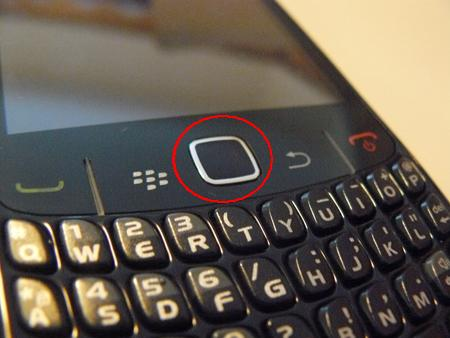
BlackBerry Curve 8520 Track Pad

Questa serie è stata la prima ad integrare il trackpad al posto della trackball, altre specifiche sono:

### Specifiche
- Dimensioni: 109 x 60 x 13.9 mm
- Peso: 106 g
- Tipo: TFT, 65.536 colori
- Dimensioni: 320 x 240 pixels, 2.46 inches
- Tastiera Full QWERTY
- Touch-sensitive optical trackpad
- Tipi allarmi: Vibrazione; Polifonica (32), MP3
- Vivavoce: si
- Tasti multimediali dedicati
- 3.5 mm audio jack
- Rubrica: Praticamente illimitata voci e campi, fotochiamata
- Annotazioni di chiamata: si
- Memoria interna
  - ROM: 256 MB
  - RAM: 125 MB
- Card slot: microSD fino a 32 GB

### Connettività
- 2G Network: GSM/GPRS/EDGE 850 / 900 / 1800 / 1900
- GPRS: Class 10 (4+1/3+2 slots), 32 - 48 kBps
- EDGE: Class 10, 236.8 kBps
- 3G: No
- WLAN: Wi-Fi 802.11b/g
- Bluetooth: sì, v2.0 con A2DP
- Porta infrarossi: No
- USB: si, microUSB

### Camera
- Primaria 2 MP, 1600x1200 pixels
- Video: si, QVGA
- Secondaria: No
- Auto-Focus: No

### Caratteristiche
- OS: BlackBerry OS 5.0
- CPU: processore Freescale MXC275-30 a 512 MHz (ARM1136JF-S)
- Messaggistica: SMS (threaded view), MMS, Email, IM
- Browser: HTML
- Radio: No
- Giochi: si + scaricabili
- GPS: No, ma provvisto di a-GPS[3]
- Java: si
- Supporto audio: MP3/eAAC+/WMA/WAV player
- Supporto video: MP4/H.263/H.264/WMV player
- Organizer
- Voice memo/dial
- T9

### Batteria
- Standard battery, Li-Ion 1150 mAh
- Stand-by: più di 408 h
- Tempo di conversazione: più di 4 h 30 min

### SAR
- SAR US: 1.22 W/kg (Testa) 0.83 W/kg (Corpo)
- SAR EU: 1.02 W/kg (Testa) 0.78 W/kg (Corpo) UND

Il modello Curve 8530 si differenzia dall'8520 grazie al supporto CDMA2000 1X con EV-DO, inoltre integra il GPS, inoltre ha una memoria RAM maggiore, pari a 256 MB.

## Curve 8900

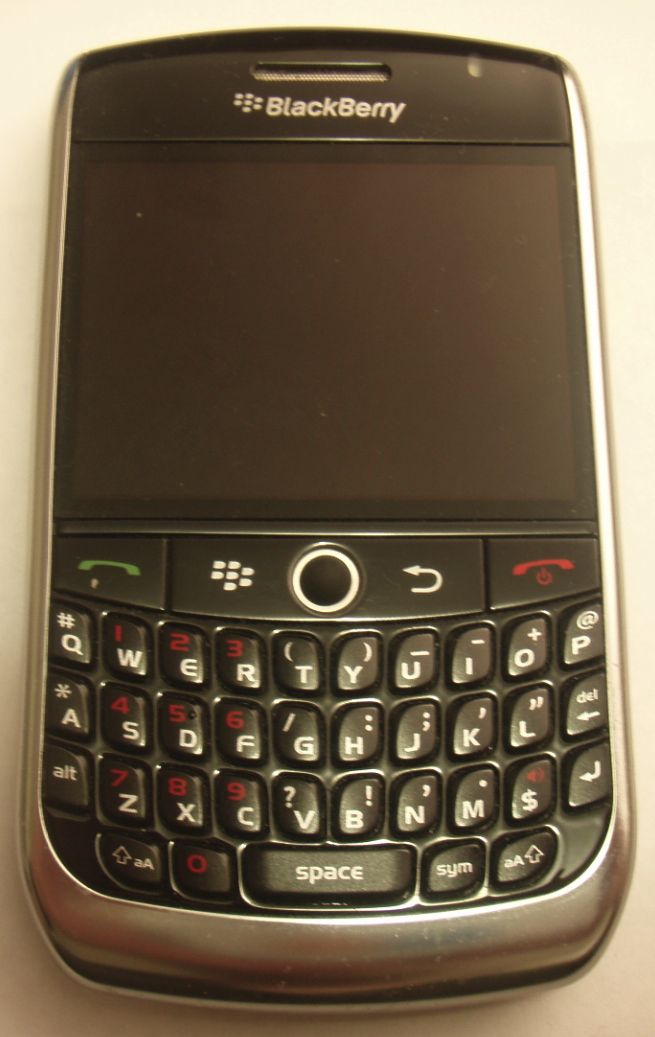
BlackBerry Curve 8900

Il dispositivo uscito nel febbraio 2009 ed è un aggiornamento rispetto al vecchio modello 8300. Le differenze più significative rispetto al modello 8300 sono: RAM da 128 MB, ROM da 128 MB, la fotocamera da 3.2 Megapixel con videocamera, il processore da 512 MHz, la risoluzione dello schermo di 480 x 360, la batteria da 1400 mAHr, una porta micro USB, il WiFi ed il sistema operativo aggiornato con un design più moderno, il sistema operativo è il BlackBerry OS 5.0.

### Curve 8910 e 8980
Prodotto dall'aprile 2011, differisce dall'8900 per aver il doppio della RAM e della ROM, un processore più veloce (624 MHz), il trackpad al posto del trackball, GPS, fotocamera con LED.

## Curve 9220
Il dispositivo uscito nell'Aprile 2012 ed è un aggiornamento rispetto al vecchio modello 8520. Le differenze più significative rispetto sono: RAM da 512 MB, ROM da 512 MB, la batteria da 1440 mAh ed il sistema operativo aggiornato al 7.1, Proximity Sensor and Digital Compass (Magnetometer) ed FM radio.

### Curve 9320 e 9310
Differiscono dal 9220 per il tipo di connettività e la fotocamera da 3.2 MP (2048 x 1536 pixels), infatti il 9320 è munito di rete 3G ed è disponibile da maggio 2012, mentre il 9310 è munito di rete CDMA ed è stato pubblicato nel giugno 2012.

## Curve 9300 o Curve 3G e Curve 9330
Il modello BlackBerry Curve 9300 viene pubblicato nell'agosto del 2010, e rappresenta l'evoluzione del Curve 8520, le sue caratteristiche sono:

### Specifiche
- Dimensioni: 109 x 60 x 13.9 mm
- Peso: 104 g
- Tipo: TFT, 65.536 colori
- Dimensioni: 320 x 240 pixels, 2.46 inches
- Tastiera Full QWERTY
- Touch-sensitive optical trackpad
- Tipi allarmi: Vibrazione; Polifonica (32), MP3
- Vivavoce: si
- 3.5 mm audio jack
- Rubrica: Praticamente illimitata voci e campi, fotochiamata
- Annotazioni di chiamata: Sì
- Memoria interna
  - ROM: 256 MB
  - RAM: 256 MB
- Card slot: microSD fino a 32 GB

### Connettività
- 2G Network: GSM/GPRS/EDGE 850 / 900 / 1800 / 1900
3G Network: UMTS (800/850) / 1900 / 2100 o 900 / 1700 / 2100 MHz
- WLAN: Wi-Fi 802.11b/g/n
- WPA / WPA2 Personal and Enterprise
- Cisco CCX certified
- Wi-Fi access to BlackBerry Enterprise Server
- Wi-Fi access to BlackBerry Internet Bundle
- Support for UMA (carrier-dependent)
- Bluetooth: v2.1 + EDR
- Porta infrarossi: No
- USB: Yes, microUSB

### Camera
- Primaria 2 MP, 1600x1200 pixels
- Video: si, QVGA
- Secondaria: No
- Auto-Focus: No

### Caratteristiche
- OS: BlackBerry OS 6.0
- CPU: processore Marvell PXA930 a 624 MHz
- Messaggistica: SMS (threaded view), MMS, Email, IM
- Browser: HTML
- Radio: No
- Giochi: si + scaricabili
- GPS: si, con mappe incluse
- Java: si
- Supporto audio: MP3, AMR-NB, AAC-LC, AAC+, eAAC+, WMA, Flac, Ogg Vorbis
- Supporto video: MPEG4, H.263, H.264, WMV9
- Organizer
- Voice memo/dial
- T9

### Batteria
- Standard battery, Li-Ion 1150 mAh
- Stand-by: GSM più di 456 h
UMTS più di 348 h
- Tempo di conservazione: GSM più di 4 h 30 min
UMTS più di 5 h 30 min
- Durata in riproduzione musicale: più di 9 h

Il modello 9330 differisce dal 9300 per la maggiore memoria a disposizione, rispettivamente 512 MB per la ROM e 512 MB per la RAM (SDRAM), inoltre differisce anche per il protocollo di comunicazione della rete Wireless, che in questo caso è 802.11 b/g, inoltre si utilizza una connettività alla rete telefonica differente, la CDMA 800 e 1900 MHz (rete 2G) e la CDMA2000 1x EVDO (3G).

## Curve 9350/9360/9370
Questo modello viene pubblicato il settembre del 2011, il quale porta la linea Curve nella fascia media del mercato smartphone, introduce il BB OS 7 e migliora le performance della linea Curve, il modello 9360 si basa su reti 3G GSM, il modello 9350 su reti CDMA, mentre il modello 9370 si basa su reti CDMA e GSM.

### Specifiche
- Dimensioni: 109 x 60 x 11 mm
- Peso: 99 g
- Tipo: TFT, 24 bit colori
- Dimensioni: 480 x 360 pixels, 2.4 inches
- Tastiera Full QWERTY
- Touch-sensitive optical trackpad
- Tipi allarmi: Vibrazione; Polifonica (32), MP3
- Vivavoce: si
- 3.5 mm audio jack
- Rubrica: Praticamente illimitata voci e campi, fotochiamata
- Annotazioni di chiamata: Sì
- Memoria interna
  - ROM: 512 MB
  - RAM: 512 MB
- Card slot: microSD fino a 32 GB

### Connettività
- 2G Network: GSM/GPRS/EDGE 850 / 900 / 1800 / 1900
3G Network: UMTS (800/850) / 1900 / 2100
CDMA 800 / 1900
- WLAN: Wi-Fi 802.11b/g/n
- WPA / WPA2 Personal and Enterprise
- Cisco CCX certified
- Wi-Fi access to BlackBerry Enterprise Server
- Wi-Fi access to BlackBerry Internet Bundle
- Support for UMA (carrier-dependent)
- Bluetooth: v2.1 + EDR
- Porta infrarossi: No
- USB: Yes, microUSB

### Camera
- Primaria 5 MP, 2560x1920 pixels
- Video: si, VGA (640x480)
- Secondaria: No
- Auto-Focus: No

### Caratteristiche
- OS: BlackBerry OS 7.1
- CPU: processore Marvell PXA940 a 800 MHz
- Messaggistica: SMS (threaded view), MMS, Email, IM
- Browser: HTML
- Radio: No
- Giochi: si + scaricabili
- GPS: si, con mappe incluse
- Java: si
- Supporto audio: MP3, AMR-NB, AAC-LC, AAC+, eAAC+, WMA, Flac, Ogg Vorbis
- Supporto video: MPEG4, H.263, H.264, WMV9
- Organizer
- Voice memo/dial
- T9

### Batteria
- Standard battery, Li-Ion 1000 mAh
- Stand-by: GSM fino a 14 giorni
UMTS fino a 12 giorni
- Tempo di conversazione: fino a 5 h
- Durata in riproduzione musicale: fino a 25 h

## Curve Touch 9380

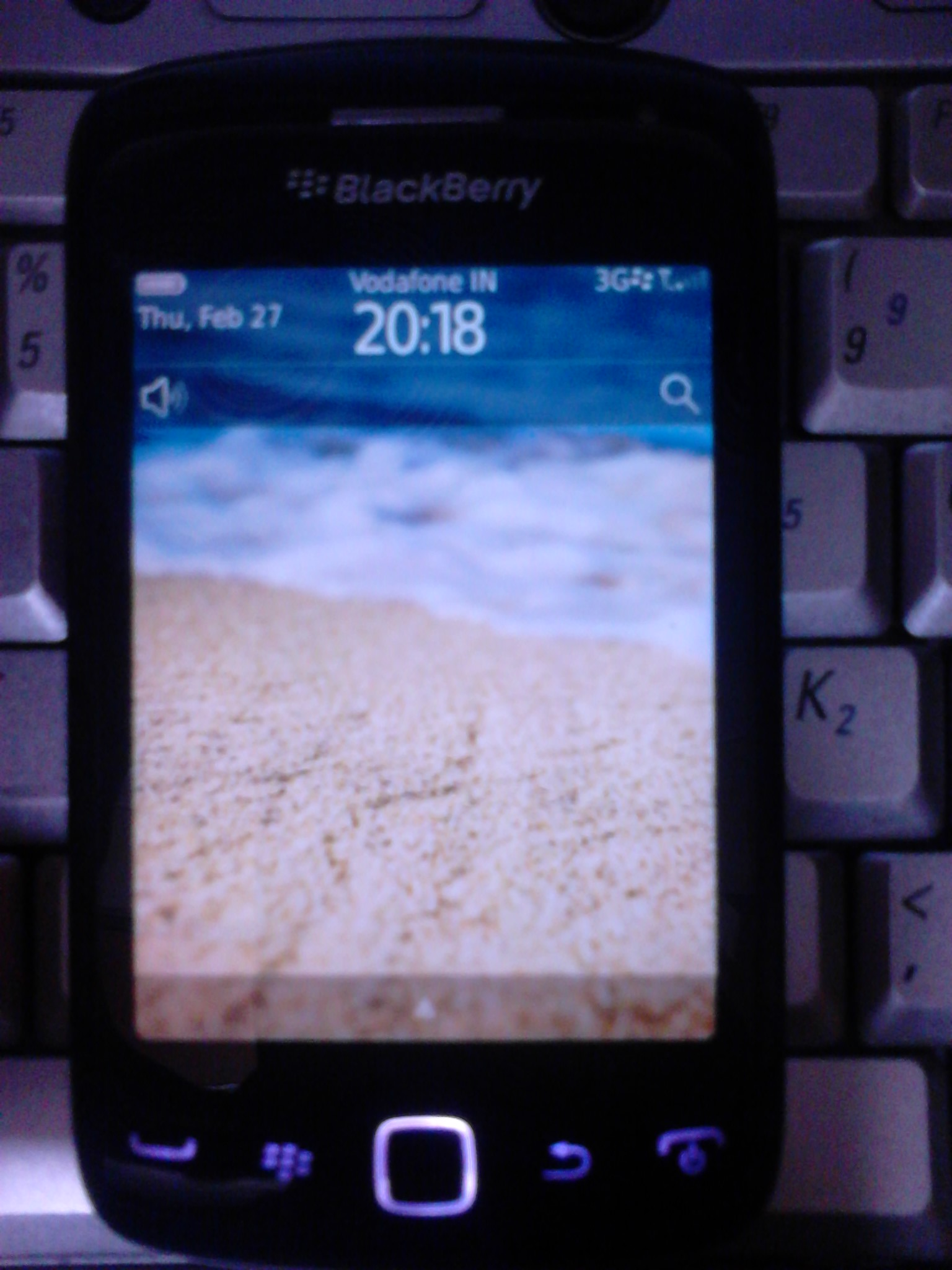
BlackBerry Curve 9380

Questo modello viene pubblicato nel dicembre del 2011, rappresenta il primo smartphone della linea curve ad essere full-touch ed avere la funzionalità touch.

### Specifiche
- Dimensioni: 109 x 60 x 11,2 mm
- Peso: 98 g
- Tipo: TFT, 24 bit
- Dimensioni: 360 x 480 pixels, 3.2 inches
- Tastiera touch Full QWERTY
- Touch-sensitive optical trackpad
- Tipi allarmi: Vibrazione; Polifonica (32), MP3
- Vivavoce: si
- 3.5 mm audio jack
- Rubrica: Praticamente illimitata voci e campi, fotochiamata
- Annotazioni di chiamata: Sì
- Memoria interna
  - ROM: 512 MB
  - RAM: 512 MB
- Card slot: microSD fino a 32 GB

### Connettività
- 2G Network: GSM/GPRS/EDGE 850 / 900 / 1800 / 1900
3G Network: UMTS/HSDPA (800/850) / 1900 / 2100
- WLAN: Wi-Fi 802.11b/g/n
- WPA / WPA2 Personal and Enterprise
- Cisco CCX certified
- Wi-Fi access to BlackBerry Enterprise Server
- Wi-Fi access to BlackBerry Internet Bundle
- Support for UMA (carrier-dependent)
- Bluetooth: v2.1 + EDR
- Porta infrarossi: No
- USB: Yes, microUSB

### Camera
- Primaria 5 MP, 2560x1920 pixels con LED
- Video: si, VGA (640x480)
- Secondaria: No
- Auto-Focus: No

### Caratteristiche
- OS: BlackBerry OS 7.1
- CPU: processore Marvell PXA930 a 806 MHz
- Messaggistica: SMS (threaded view), MMS, Email, IM
- Browser: HTML
- Radio: No
- Giochi: si + scaricabili
- GPS: si + A-GPS, con mappe incluse
- Java: si
- Supporto audio: MP3, AMR-NB, AAC-LC, AAC+, eAAC+, WMA, Flac, Ogg Vorbis
- Supporto video: MPEG4, H.263, H.264, WMV9
- Organizer
- Voice memo/dial
- T9

### Batteria
- Standard battery, Li-Ion 1230 mAh
- Stand-by: GSM fino a 15 giorni
UMTS fino a 15 giorni
- Tempo di conversazione: fino a 5,8 h
- Durata in riproduzione musicale: fino a 30 h